# 스윈호오목눈이
스윈호오목눈이(영어: Chinese Penduline Tit, 학명: Remiz consobrinus)는 참새목 스윈호오목눈이과에 속하는 새이다.

## 생김새

### 수컷
머리에서 뒷목까지 회색이고 눈선이 검은색이다. 몸윗면은 황갈색이고 몸아랫면은 엷은 연황색이다.

### 암컷
눈선이 진한 갈색이고 머리가 수컷과 유사한 회색이다.

## 서식지
중국 북동부와 중부, 아무르강 유역에서 번식하고 중국 양쯔강 중하류, 홍콩, 한국, 일본 남부 등에서 월동한다.